# دانيال (لاعب كرة قدم)
دانيال (بالبرتغالية: Daniel de Sousa Brito) هو لاعب كرة قدم برازيلي، ولد في 6 مايو 1994 في Barra do Garças ‏ في البرازيل. لعب مع نادي إنترناسيونال.

## وصلات خارجية
- دانيال على موقع الدوري الأمريكي (الإنجليزية)
- دانيال على موقع قاعدة بيانات كرة القدم.إي يو (الإنجليزية)
- دانيال على موقع Soccerway.com (الإنجليزية)